# Sale (Wielka Brytania)
Sale – miasto w Anglii, w hrabstwie ceremonialnym Wielki Manchester, w dystrykcie metropolitalnym Trafford. Leży 8 km na południowy zachód od centrum Manchesteru. W 2001 miasto liczyło 55 234 mieszkańców.